# Willi Hundt
Willi Hundt, auch Willy Hundt, (* 24. August 1884; †  1966) war ein deutscher Sparkassendirektor und Politiker (SPD) in Bremen. Er war Mitglied der Bremischen Bürgerschaft. 

## Biografie

### Ausbildung und Beruf
Hundt war nach dem Zweiten Weltkrieg von 1945 bis 1953 Direktor der Sparkasse Bremen. Der Wiederaufbau der Sparkasse und die Einrichtung mobiler Sparkassen durch Busse ist auch sein Werk.

### Politik
Hundt war Mitglied der SPD in Bremen.
Er war von 1946 und von 1947 bis 1951 Mitglied in der Bremischen Bürgerschaft und wirkte in verschiedenen Deputationen der Bürgerschaft.

### Ehrungen
Die Willi-Hundt-Straße in Bremen Kattenturm wurde nach ihm benannt.